# Toples

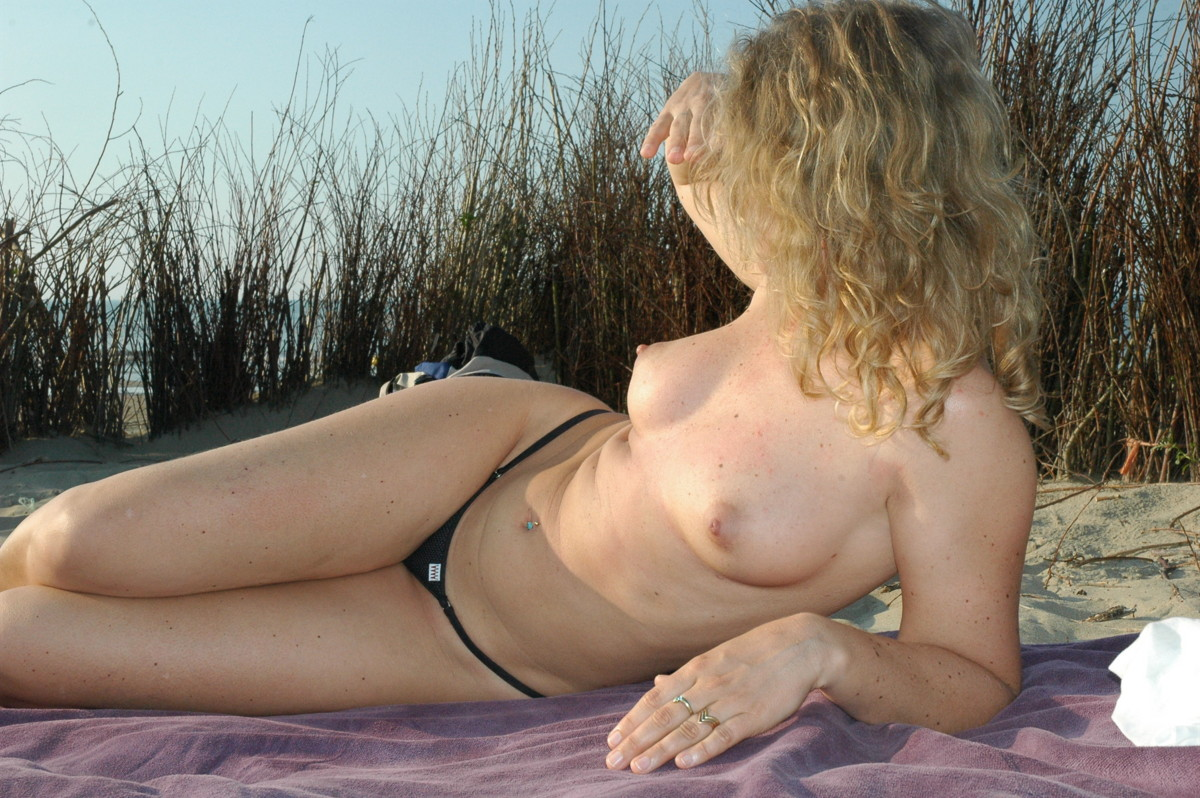
Mujer en toples en la playa.

Se denomina toples (del inglés topless –«sin la parte superior»–) o más propiamente hacer toples al hecho de que una mujer vaya en público desnuda de cintura arriba, principalmente en playas y piscinas, en cuyo caso solo utiliza la parte de abajo del bikini. También se llama así a los establecimientos, generalmente bares, donde las camareras trabajan de esta forma.
En cuanto a su relación con el área geográfica en la que se produce cabe destacar que existen poblaciones o etnias no occidentalizadas en las que las mujeres enseñan sus senos con absoluta naturalidad. También ha habido la costumbre –o moda– de llevarlos, uno o ambos, al descubierto en épocas o culturas antiguas. En ninguno de estos casos se considera toples, ya que el término se refiere específicamente a una práctica occidental moderna.

## Primeros momentos y evolución
Cuando Joséphine Baker bailaba con tan solo una faldita de plátanos de tela, Gala Éluard tomaba el sol con los pechos al aire en Torremolinos el verano de 1930 o Brigitte Bardot se mostraba semidesnuda en las playas de Saint-Tropez a principios de los años 1960, simplemente no se ponía nada más, se bajaba el traje de baño o se quitaba el sostén ante una nube de fotógrafos.
Monokini
Como prenda específica para su práctica, el monokini precursor del toples fue diseñado por el estilista Rudi Gernreich,  quien lo lanzó en 1964, consistente en una braga negra que cubría hasta el ombligo, con dos tirantes desde la cintura que, por primera vez, dejaba los pechos a la vista (en Japón, se utilizan para cubrir los pezones). La primera modelo en mostrarlo fue la estadounidense Peggy Moffitt, si bien fue Brigitte Bardot su máxima difusora en Europa.
En la actualidad, se denomina monokini o monobikini a la mitad inferior de un bikini cuando esta se utiliza sin la parte superior.
Finalmente, hacia los años 70, comienza a verse a mujeres que, pese a no haberlo utilizado nunca, empiezan a quitarse la parte superior del bikini (fabricantes y minoristas se adaptarán rápidamente a la venta de ambas piezas por separado), como una forma de abogar por la igualdad entre hombres y mujeres.

## Práctica y legislación

### Argentina
El «tetazo»
El 7 de febrero de 2017, cientos de mujeres con el torso desnudo se manifestaron en Buenos Aires, Córdoba, Mar del Plata y Rosario, entre otras ciudades del país, contra la «cosificación» del cuerpo femenino y como rechazo a la acción de veinte policías, que, días atrás, expulsaron a tres mujeres por mostrar los pechos en una playa de Necochea.

### Asia
Salvo en zonas muy concretas, se halla prohibido en todo el continente, cabiendo destacar como excepcionales los enclaves de Isla Boayan, Borácay y Palawan (Filipinas); algunas playas de las provincias tailandesas de Chiang Mai y Hua Hin, y la de Neve Midvar (Israel), junto al Mar Muerto.

### Brasil

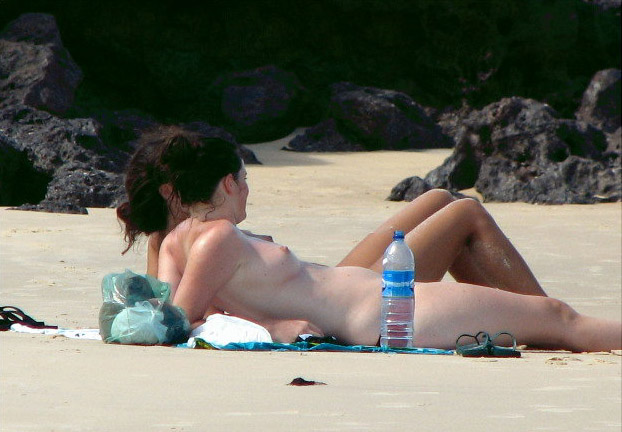
Dos mujeres solo con la parte de abajo del bikini en la playa de Tibau do Sul, Brasil (fotografía de enero de 2007).

En las playas de Río de Janeiro y otras de Brasil (salvo las consideradas oficialmente nudistas), se encuentra rigurosamente prohibido quitarse el sujetador (a finales de 2013, la actriz Cristina Flores mostró los pechos durante una sesión fotográfica en una playa poco concurrida; fue advertida por la Policía de que, si no se ponía inmediatamente el sostén, tendrían que detenerla; la norma data de 1940 y considera hacer toples como «un  acto obsceno», condenable con entre tres meses y un año de prisión o una sanción económica). Durante el Carnaval, sin embargo, resulta frecuente la presencia de «bailarinas desnudas cubiertas apenas por un "tapa sexo"». Lo mismo sucede en las playas de Argentina y Colombia, si bien es muy frecuente el uso de la tanga.
Topless in Rio
El 20 de enero de 2015, un grupo de siete mujeres enseñaron sus pechos durante unos minutos en la emblemática playa de Ipanema para demandar su derecho a hacer toples. La periodista Ana Paula Nogueira, fundadora del movimiento en 2013, destacó que la legislación que actualmente prohíbe a las mujeres quedarse solo con la parte de abajo del bikini en las playas de Brasil –«además de un agravio comparativo con los hombres, quienes no están obligados a respetar dicha norma»– contrasta con las costumbres locales de usar reducidos microkinis que prácticamente dejan al aire todo el cuerpo.

### Canadá
El 1 de agosto de 2015, cientos de personas, en su mayoría mujeres (muchas de ellas con el torso desnudo), organizaron una manifestación en la ciudad de Waterloo, ubicada en la provincia de Ontario, a favor del derecho de las mujeres a pasear por las calles de Ontario en toples, algunos días después que la policía de Kitchener (ciudad vecina ubicada también en Ontario) ordenó a tres mujeres a cubrir sus senos mientras estaban montando en bicicleta por la ciudad con el torso desnudo, aunque el toples es legal en toda la región de Ontario –desde 1996–.

### Chile
En Chile, mostrar los pechos en público no constituye un delito, si bien supone una falta aplicable según el artículo 373 de su Código Penal a quienes de «cualquier modo ofendieren el pudor o las buenas costumbres». De igual manera, el artículo 495 dice: «Será castigado con multa de una unidad tributaria mensual el que contraviniere las reglas que la autoridad dictare para conservar el orden público o evitar que se altere, salvo que el hecho constituya un crimen o simple delito».
Ante tanto inconveniente, un grupo de mujeres junto con el fotógrafo y pionero del naturismo en Chile, René Rojas, consiguió que se crease en el año 2001 la primera playa nudista del país, la llamada «Playa Luna», así como que se habilitaran zonas restringidas en la «Playa Luna Norte» (Tarapacá), «Playa Luna Sur» (Coliumo), «Playa Escondida» (Antofagasta), «Playa Blanca» (Tongoy) y Pichilemu, donde incluso desnudarse íntegramente con total normalidad.

### El Salvador
Salvo en zonas muy concretas, se halla prohibido en todo el país, cabiendo destacar como excepcionales los enclaves de playas nudistas y clubes privados.

### Estados Unidos

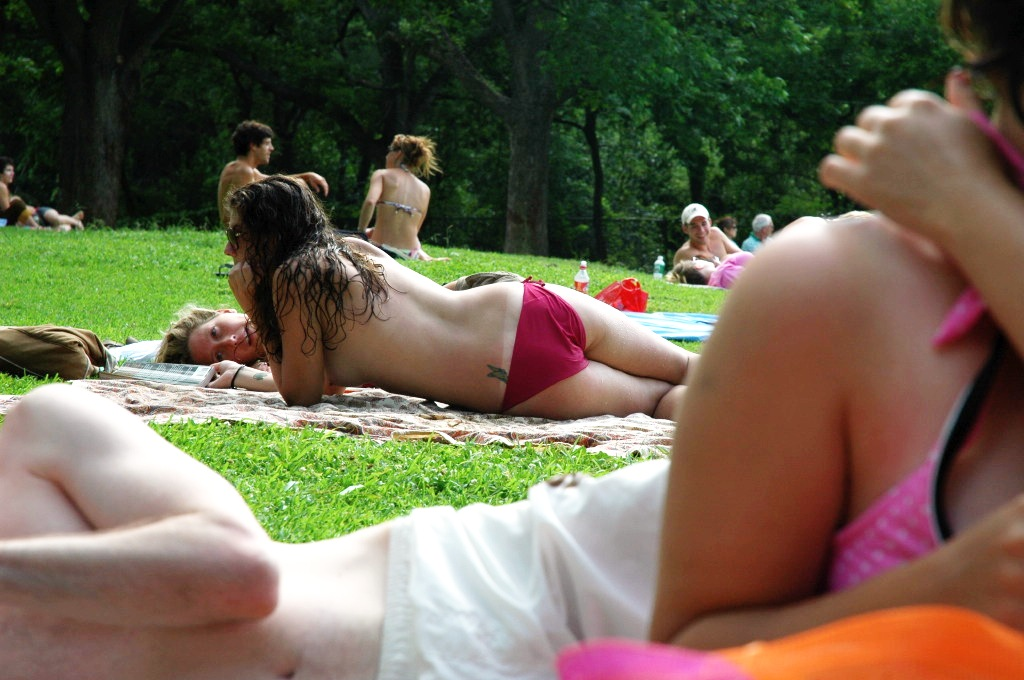
Mujer en toples en un parque de Barton Creek, Estados Unidos (fotografía de mayo de 2005).

En la ciudad de Nueva York –desde 1992–, es completamente legal que una mujer permanezca desnuda de cintura arriba en cualquier espacio público.

En el resto del país, quitarse el sostén en público solo se permite en algunas playas de California (Negro Beach, San Diego; Black's Beach, La Jolla; Baker Beach, San Francisco; Venice Beach, Los Ángeles), Carolina del Norte, Florida (South Beach, Miami Beach; Key West –solo durante el Fantasy Fest–), Hawái (Little Beach, Maui), Maine, Nueva York, Ohio, Oregón, Texas, Luisiana (solo durante el Mardi Gras en Nueva Orleans) y Wisconsin, así como en los estados interiores de Colorado y Nuevo México.

### Europa y Oceanía
Desde mayo de 2023, las piscinas al aire libre en Dresde han permitido oficialmente mostrar el pecho de la mujer sin cubrirse como una característica sexual secundaria.

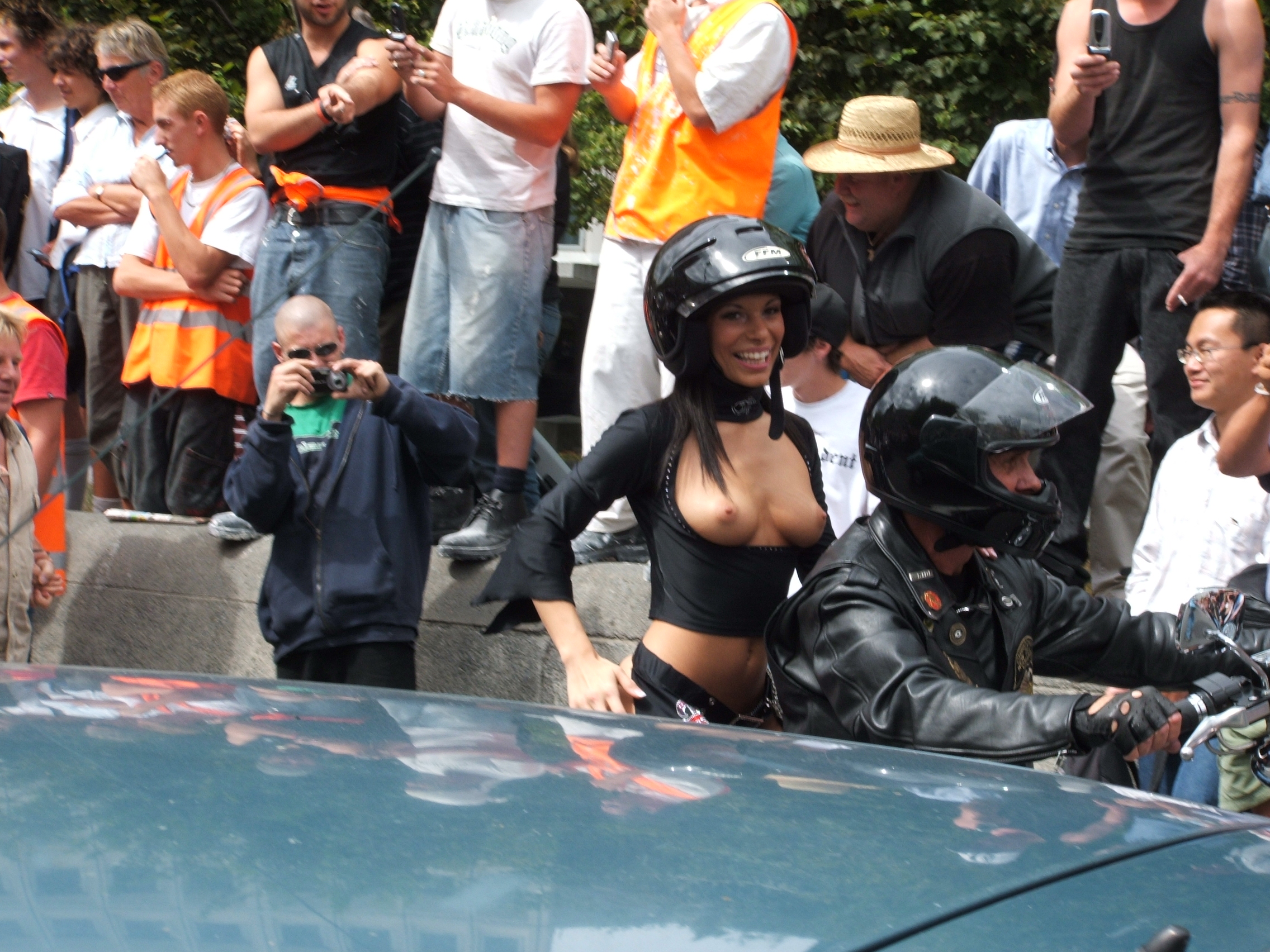
Mujer con los pechos al aire participa en una concentración motera por las calles de Christchurch, Nueva Zelanda (fotografía de 2007).

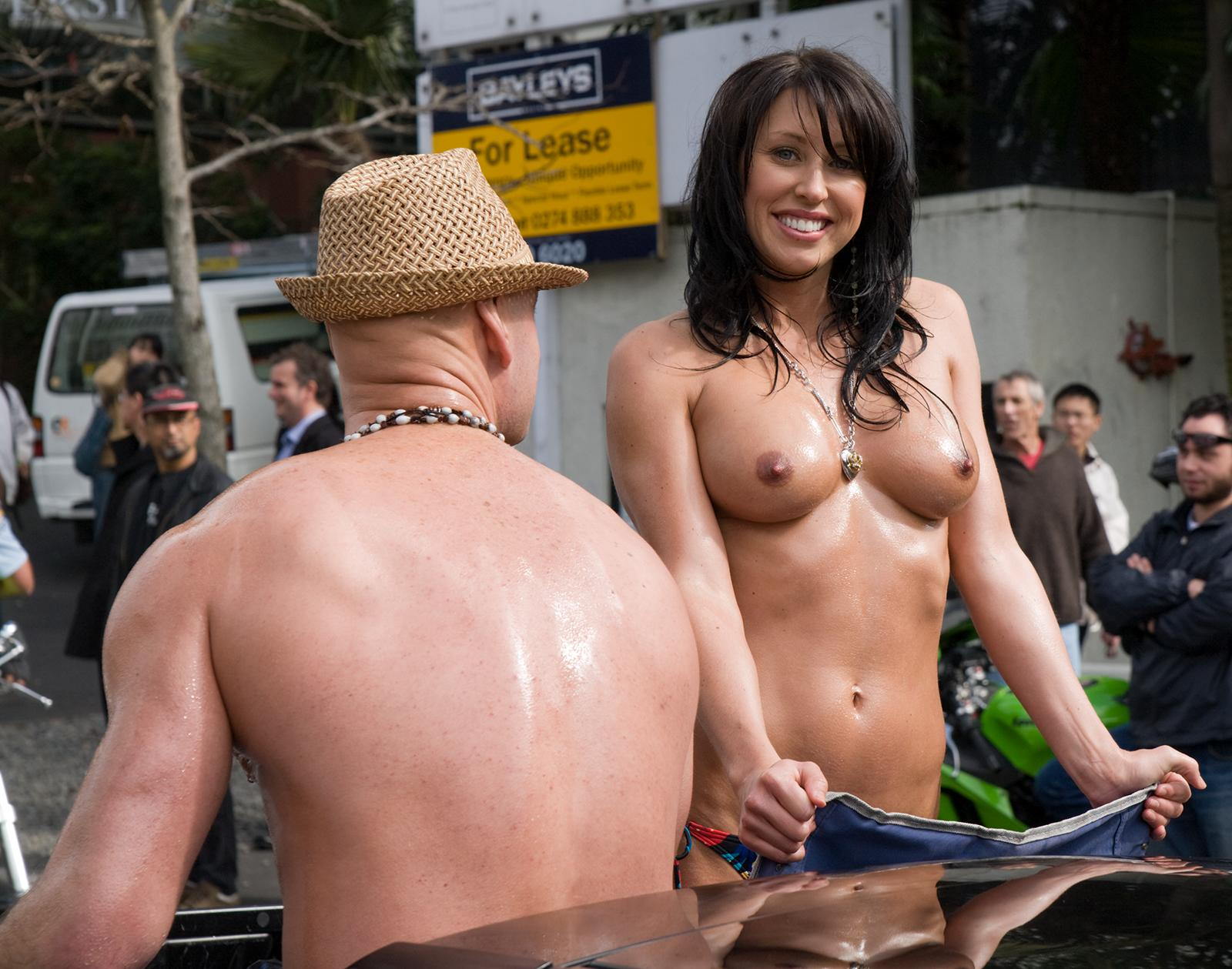
La actriz porno Lisa Lewis en toples pasea en bicicleta por Queen Street (fotografía tomada en Auckland, Nueva Zelanda, en 2008).

Disposiciones legales aparte, hacer toples en público no parece llamar demasiado la atención en la actualidad ni incluso en áreas urbanas especialmente concurridas de buena parte de Europa y Oceanía, principalmente Nueva Zelanda y Australia. Así, en Copenhague (Dinamarca) –desde 2008– y Malmö (Suecia), donde se puede estar desnudo en plena calle, siempre procurando que los demás no se sientan molestos –desde 2009–, se permite practicarlo también en piscinas municipales.
Francia y España
Según el sociólogo Claude Kaufmann (El fin de los senos desnudos; 2010), el número de mujeres que hacen toples en las playas francesas es cada vez menor (el 20% de los encuestados considera que mostrar los pechos en público atenta «contra la moral o la religión»; el 39% piensa que es «impúdico»).
No sucede lo mismo en España, donde el 42% de las consultadas aseguran haberlo practicado alguna vez, cuando la media mundial se sitúa en el 20%. Según el citado estudio, lo que más anima a las españolas a tomar el sol sin la parte superior del bikini es que facilita un bronceado más homogéneo. Termina diciendo que «lo raro» sería encontrar en una playa de las Baleares, Cádiz o Cabo de Gata (Almería) a una mujer con bañador o bikini completo. En las piscinas, sin embargo, su práctica sigue siendo bastante reducida.
Según un nuevo estudio, realizado esta vez por el instituto demoscópico francés Ifop en 2017, el 49% de las españolas mayores de 12 años declaran haber hecho toples en la playa, al menos en una ocasión, seguidas de las alemanas (41%) y las neerlandesas (35%), lo que las convierte en las mujeres de los ocho países consultados más inclinadas a esta práctica.
En lo que se refiere a las piscinas municipales, cabe mencionar los casos de los Ayuntamientos de Galdácano (Vizcaya), quien, en marzo de 2016, retiró la prohibición expresa, «más reglamentaria que de facto», de que estas pudieran bañarse o tomar el sol desnudas de cintura arriba y L'Ametlla del Vallès (Barcelona), donde el 60,9% de las mujeres consultadas (mayores de 16 años) votaron en junio de 2018 a favor de esta opción.
Italia
En las playas italianas –e incluso en piscinas públicas–, hacer toples es un hábito arraigado por la práctica desde hace algunas décadas y reglamentariamente autorizado desde el 20 de marzo de 2000. En ese momento, una conocida sentencia de la Corte Suprema de Casación recalcó la notable diferencia entre toples y nudismo (no ocurre lo mismo en Malta, donde aun en la actualidad hacer toples en espacios públicos está considerado como una forma de nudismo y, por lo tanto, como una conducta sancionable), dando así por terminada una cierta batalla legal comenzada casi treinta años atrás a favor de que las mujeres pudieran estar en ellas con los pechos al aire.
Efectivamente, fue a principios de los años 70 cuando empezó a extenderse por sus playas la costumbre de quedarse solo con la parte de abajo del bikini y, con ella, las primeras denuncias por «ultraje al decoro público». En 1977, dos chicas de Voltri (a unos 15 km de Génova) recibieron la primera sentencia absolutoria en tal sentido, que sentó jurisprudencia. En 1982, los alcaldes de varios enclaves costeros como Tropea (Calabria) o Pantelaria (Sicilia) publicaron otras tantas ordenanzas en las que se decidía que las únicas mujeres que podían hacer toples eran aquellas que tuviesen «lindas tetas». Más recientemente, una mujer que denunció a una joven por aplicarse crema bronceadora en los pechos a la vista de sus hijos (lo que, para ella, era realizar «actos obscenos en un lugar público») acabó condenada por «calumnia».

### México
El único lugar público en México que oficialmente permite el toples femenino es Playa Zipolite (una playa nudista ubicada en el estado de Oaxaca), donde se legalizó la práctica del naturismo en 2016. Sin embargo, la práctica de tomar el sol en toples (así como el naturismo en algunos casos) es comúnmente tolerada en algunas playas en el estado de Quintana Roo, más precisamente en la región de la Riviera Maya (especialmente entre las ciudades de Playa del Carmen y Tulum); además, hay algunos resorts hechos sólo para adultos cuyo uso de ropas es opcional (también ubicados en la Riviera Maya) donde todos los hombres y mujeres de 18 años (o más viejos) pueden frecuentar las instalaciones sin la necesidad de usar ropas (si así lo desean).

### Uruguay
La práctica del toples femenino está permitida en las playas nudistas oficiales de Chihuahua, ubicada en el balneario del mismo nombre, y La Sirena, ubicada en el balneario de Aguas Dulces.

## Cine y televisión
- Título original: Mondo Topless.
País: Estados Unidos.
Año: 1966.
Director: Russ Meyer.
Duración: 60 min.[37]
- Título original: Topless Women.
País: Nueva Zelanda.
Año: 1997.
Director: Harry Sinclair.
Duración: 90 min.

## El toples en las redes sociales
En mayo de 2014, Scout Willis, una de las hijas de los actores Bruce Willis y Demi Moore, de 22 años, decidió pasear solo con una falda y el torso completamente desnudo por el barrio neoyorquino de Lower East Side –en Manhattan–, sumándose así a la campaña #FreeTheNipple (Libera el pezón), a fin de que las usuarias de Instagram pudieran mostrar en la red fotografías en toples. Se unieron también a la iniciativa las cantantes Miley Cyrus, quien unos meses antes ya había publicado una conocida imagen en la que la artista enseñaba de forma parcial un pecho (el pezón aparecía tapado por una estrella), Rihanna, Demi Lovato, Christina Aguilera y Ariana Grande, entre muchas otras.
En agosto de 2017, las argentinas Nazarena Vélez y Griselda Siciliani publicaron en sus respectivas cuentas de Instagram varias postales en las que aparecían desnudas de cintura arriba, si bien –a fin de evitar su previsible supresión por parte de la plataforma– Nazarena se tapaba los pechos con las manos, mientras que Griselda aparecía con los senos pintados con sendos ojos y serpentinas de colores.

## El toples en ambientes festivos

### Actuaciones y festivales musicales
La primera actuación en toples para TVE la protagonizó la actriz y cantante italiana Pamela Prati en el programa Superstar, presentado por Iva Zanicchi, el 31 de agosto de 1984.
Han actuado también desnudas de cintura arriba o mostrado sus pechos durante alguna de sus actuaciones Lady Gaga, la desaparecida Wendy O. Williams (cantante del grupo Plasmatics), la sueca Tove Lo o las componentes de las bandas The Ladybirds, Rockbitch, Grausame Töchter (especialmente su líder, la polémica solista Aranea Peel), las hermanas Mille y Mie Debray (The Soap Girls) o Butcher Babies (Carla Harvey y Heidi Shepherd), si bien estas últimas solían ocultar sus pezones con trozos de cinta adhesiva negra, que dejaron de emplear en 2015.

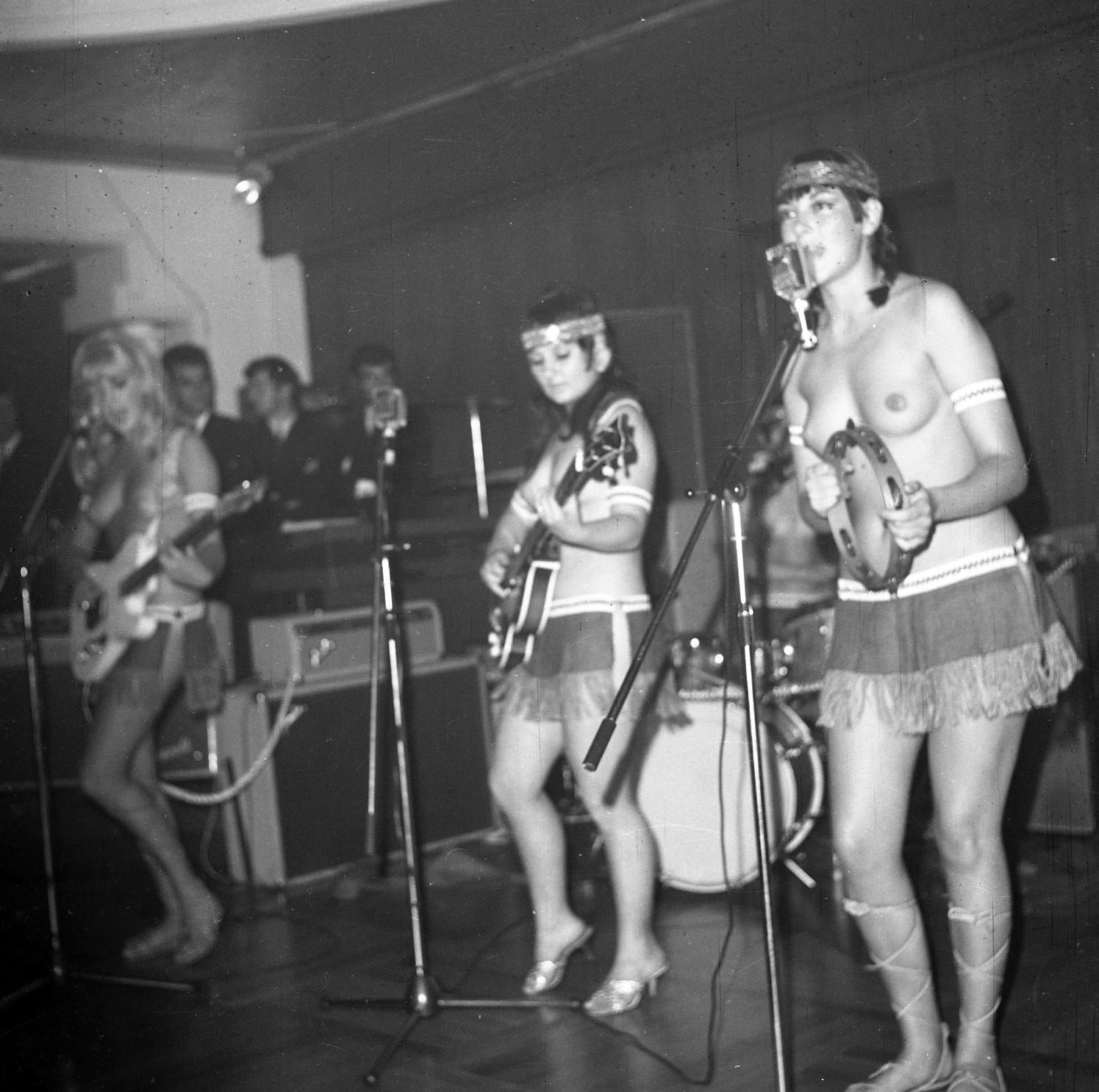
Concierto de la banda danesa The Ladybirds celebrado en Bergen (Noruega) el 29 de julio de 1968.
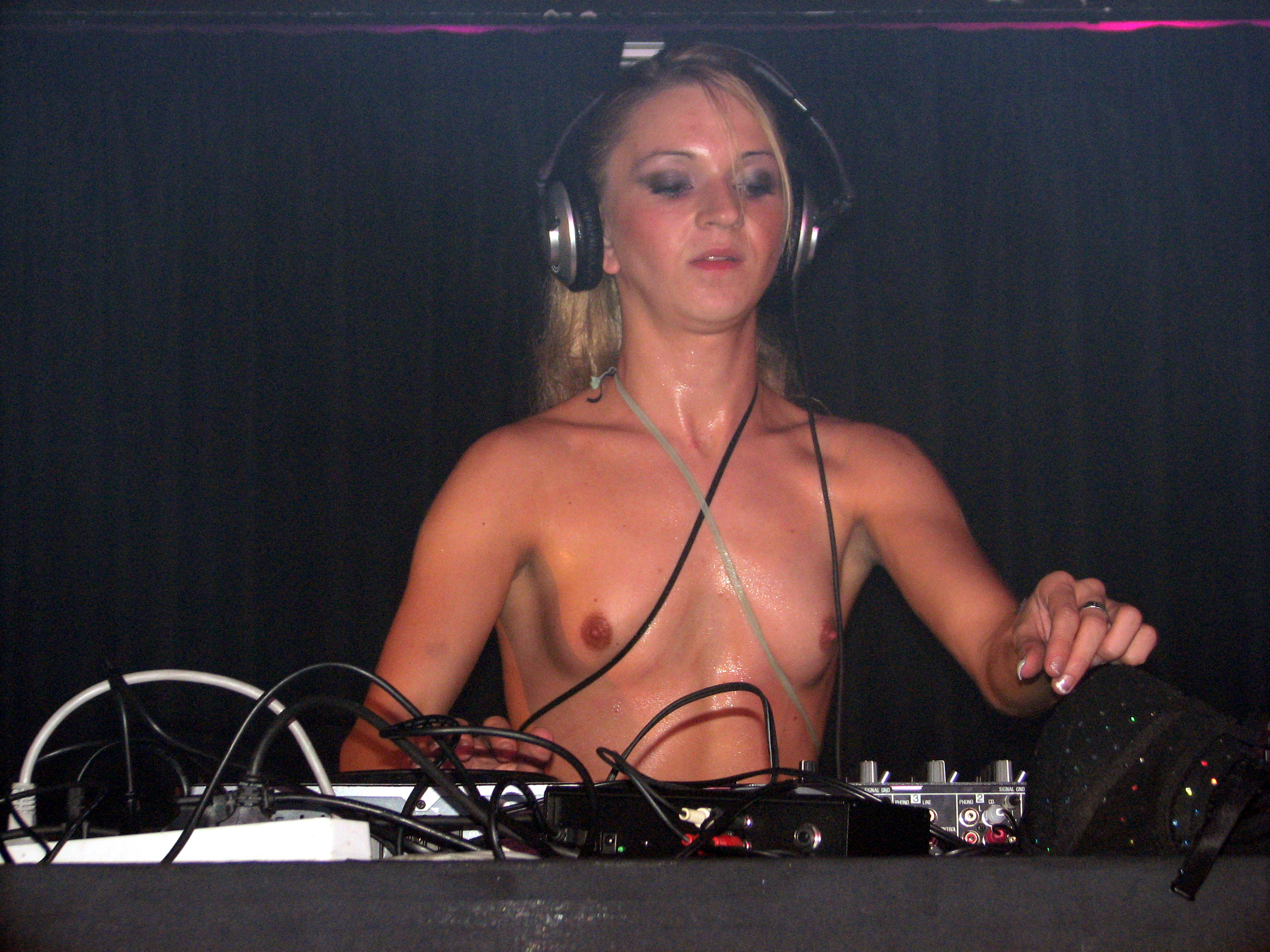
DJ (fotografía tomada en Helsinki, Finlandia, en junio de 2008).
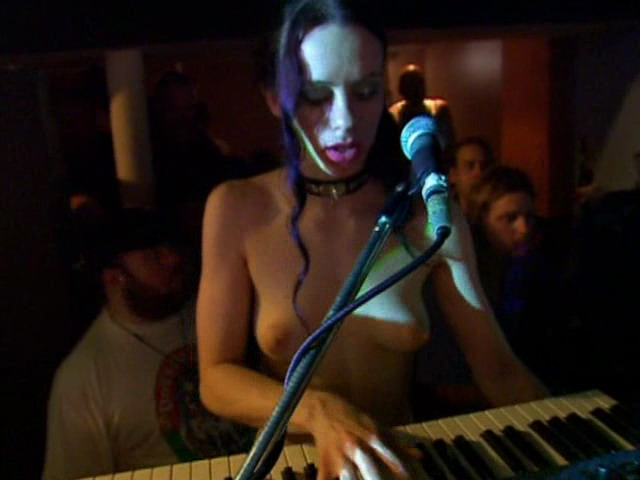
Concierto de Rockbitch en agosto de 2011.
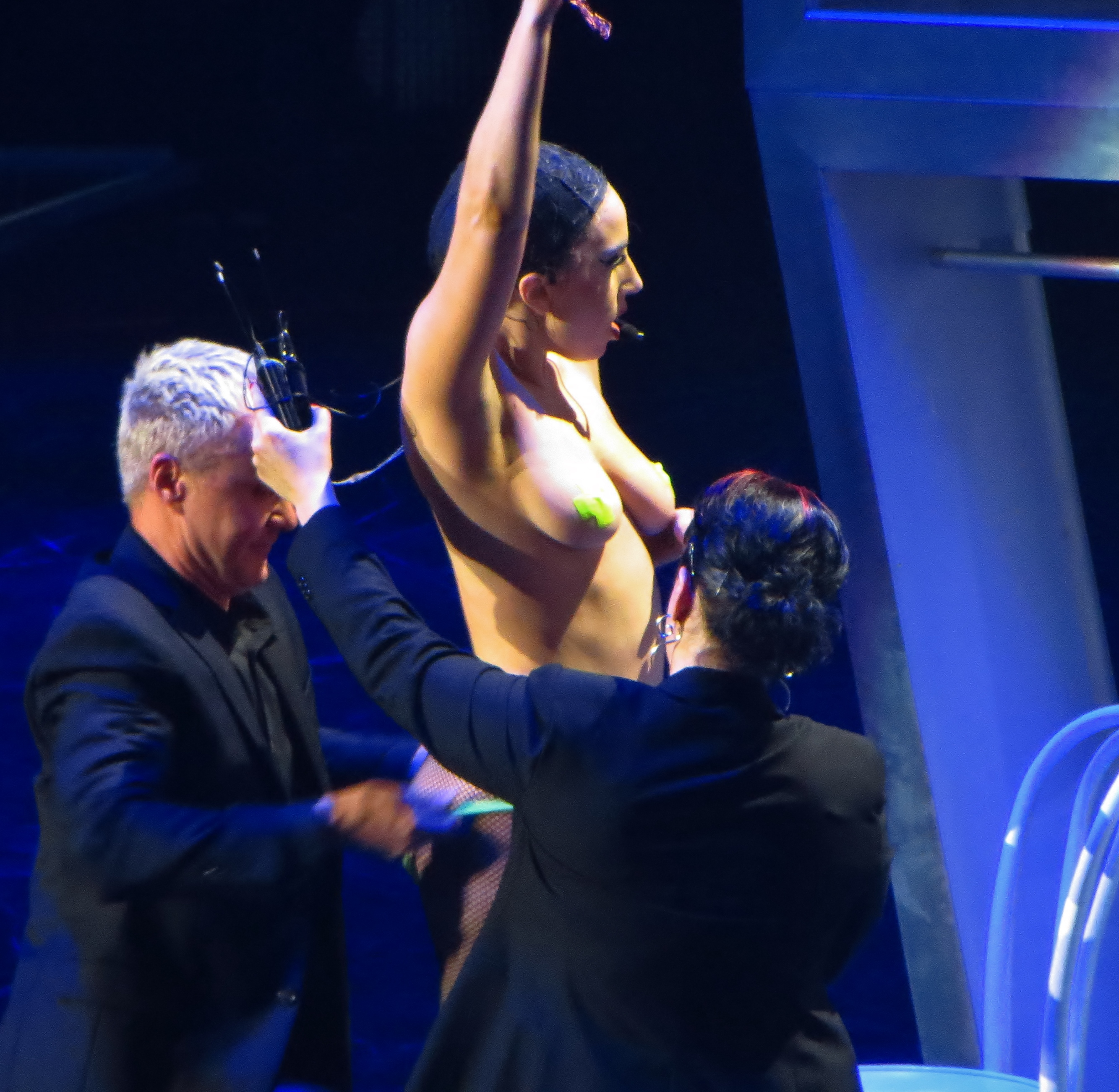
Concierto de Lady Gaga en el Centre Bell de Montreal el 2 de julio de 2014.
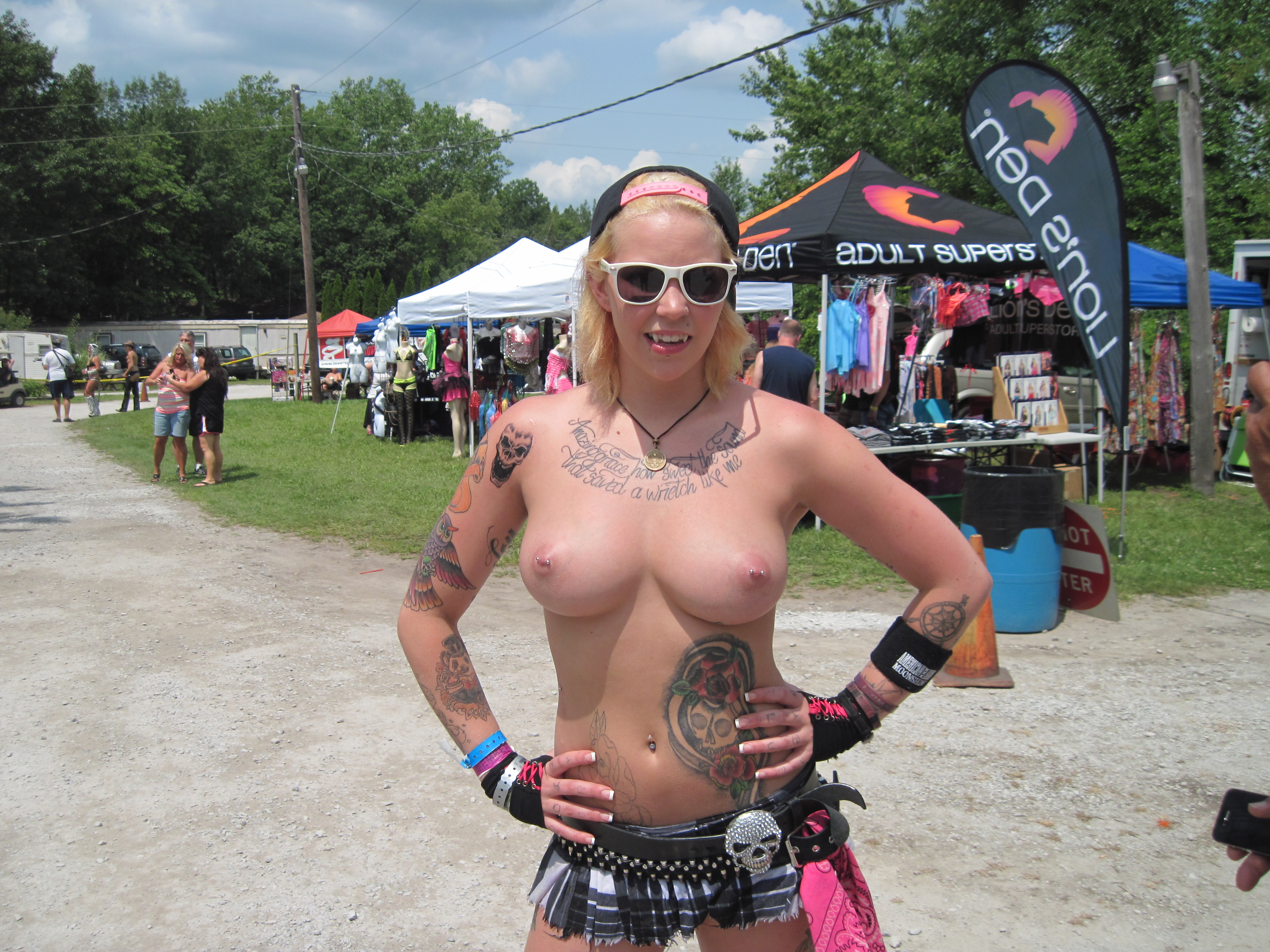
Nudes-A-Poppin' 2014.

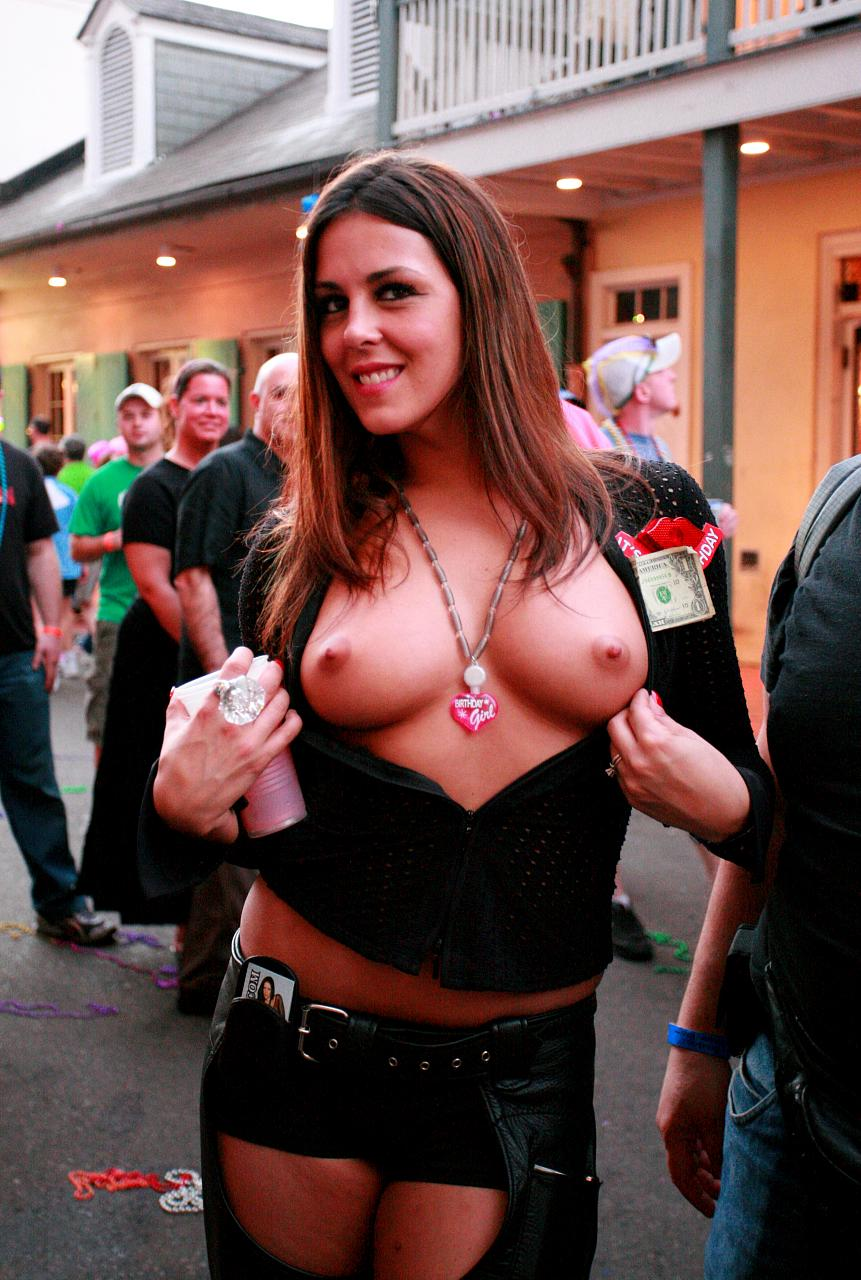
Fotografía tomada durante el Mardi Gras de Nueva Orleans en 2008.
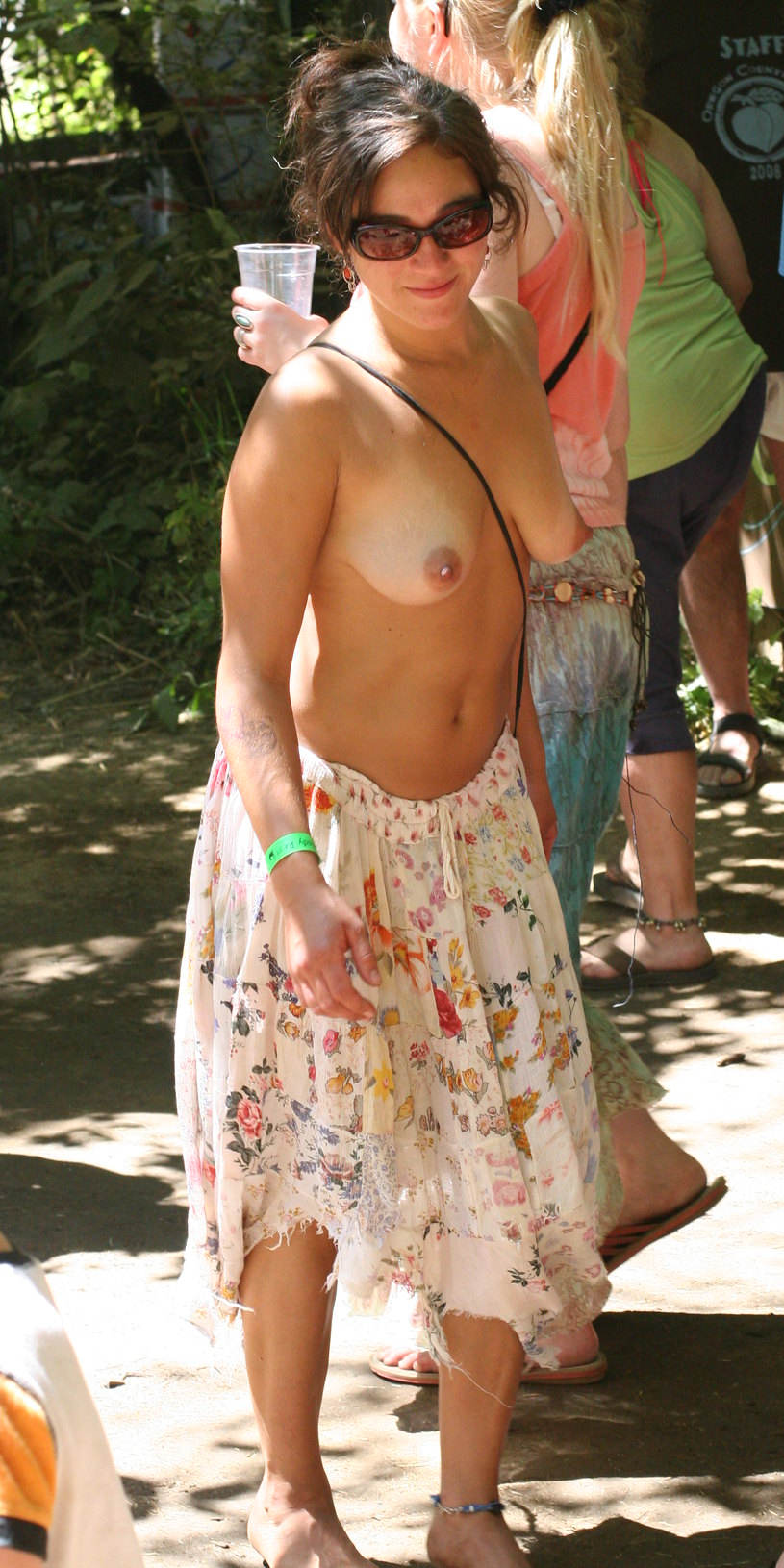
Mujer en toples en la Oregon Country Fair. 2008.
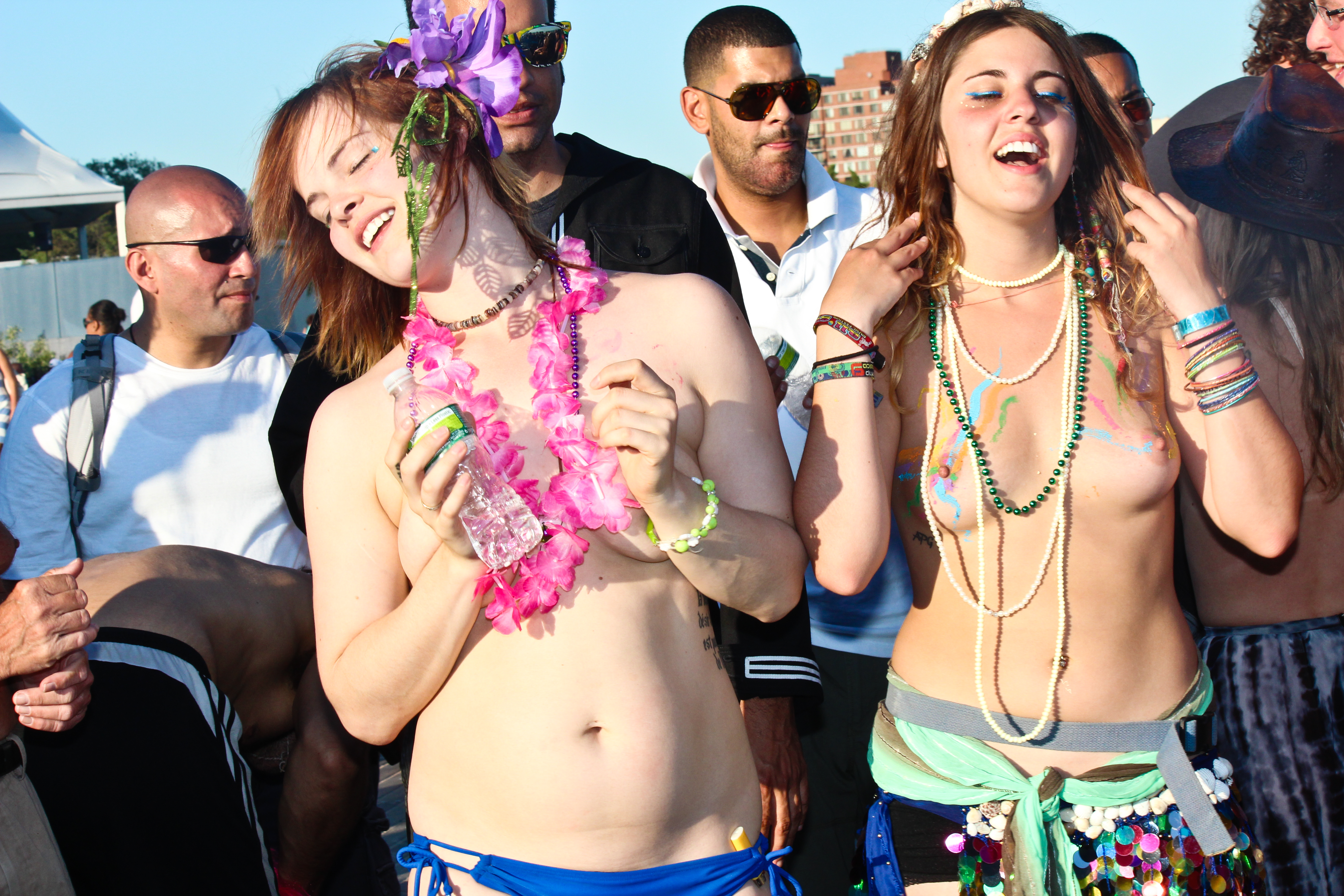
Coney Island Mermaid Parade. Junio de 2012.
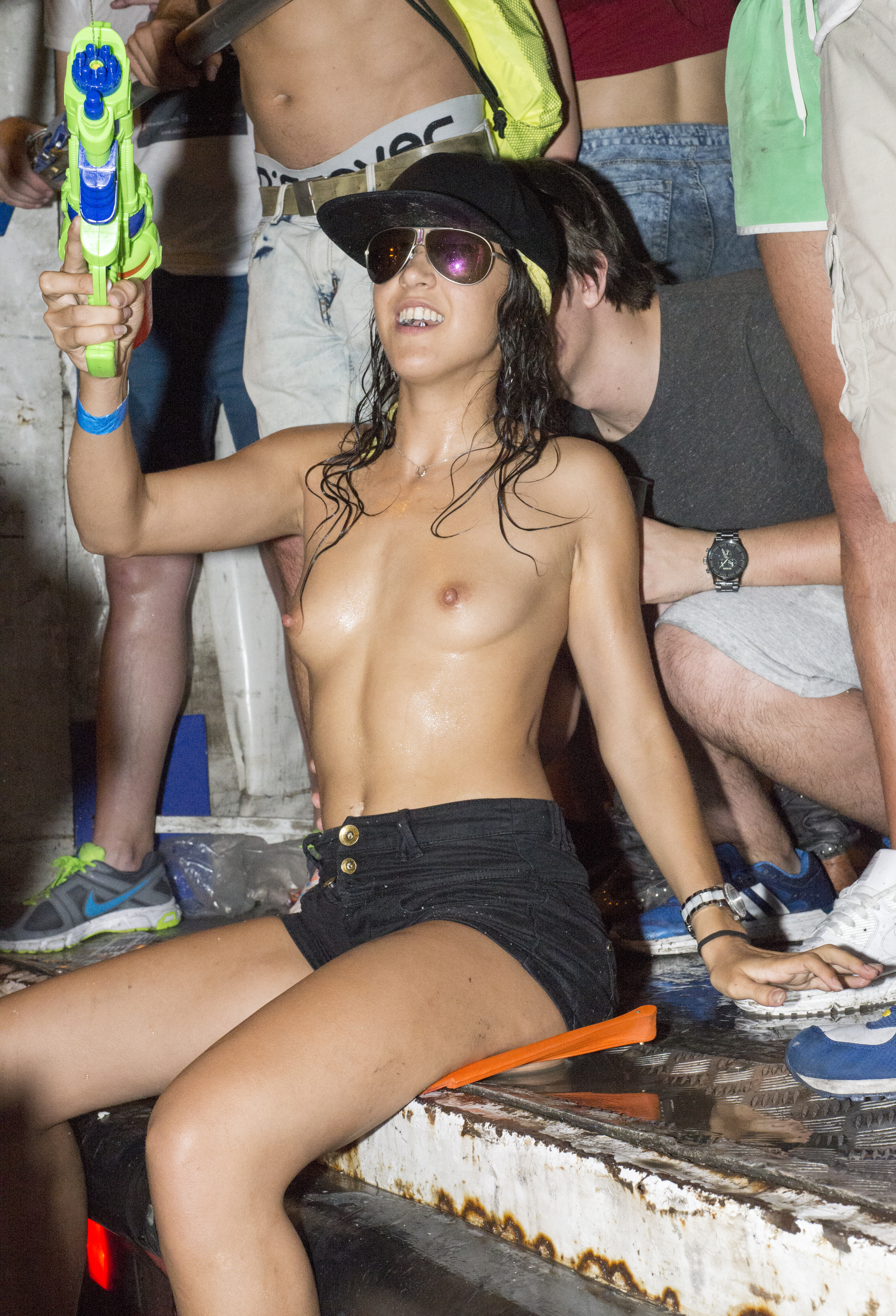
Día del Orgullo Gay. Madrid, 4 de julio de 2015.

### Flashing breasts
Flashing breasts,  en español, «enseñar fugazmente los pechos», es un gesto que se realiza en eventos y lugares concurridos, que puede ser festivo, transgresivo o como reivindicación o afirmación feminista.

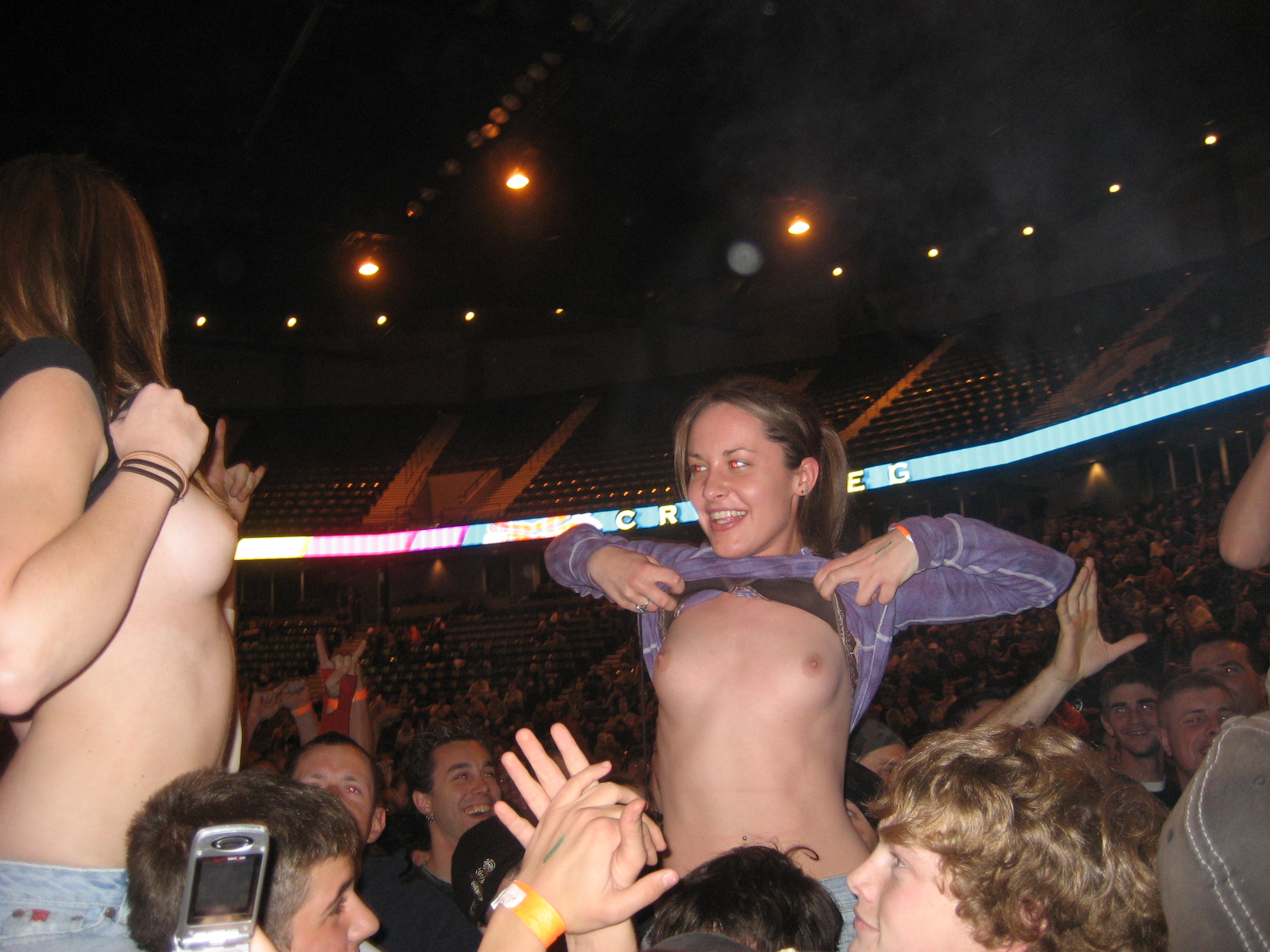
Fotografía tomada durante un concierto en Moline (Illinois) el 5 de noviembre de 2006.
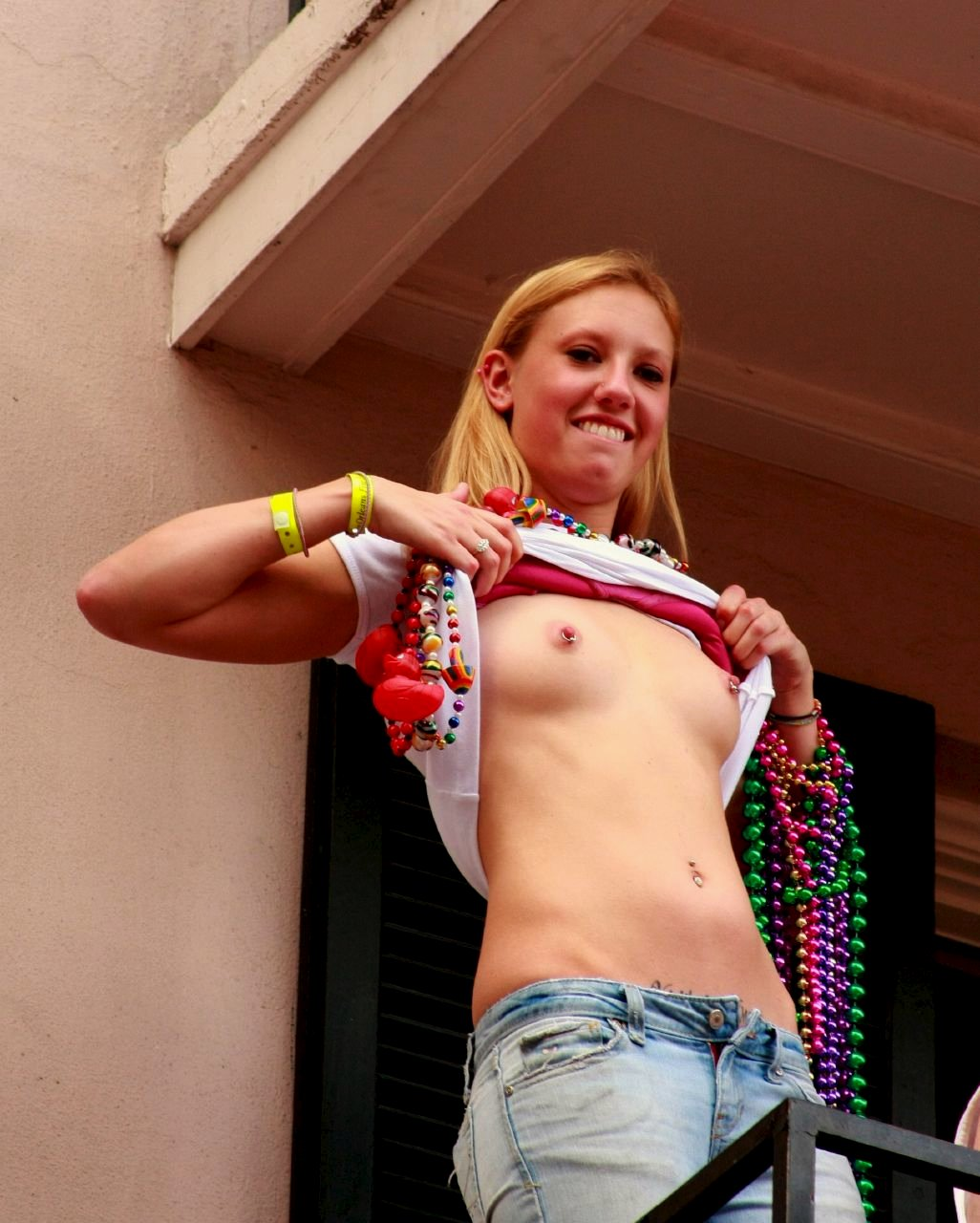
Fotografía tomada durante el Mardi Gras de Nueva Orleans en 2008.

## El topless como transgresión

### Sátira de la religión
En 2005, la revista colombiana SoHo publicaba un extenso artículo en el que la modelo y presentadora Alejandra Azcárate encarnaba a Jesús de Nazaret, desnuda de cintura arriba. El reportaje incluía una polémica versión de La última cena de Leonardo da Vinci, también en toples.

### Femen
Quizá los desnudos parciales más polémicos de los últimos tiempos sean los protagonizados por las activistas del grupo Femen contra el turismo sexual, instituciones religiosas, sexismo y otros conflictos nacionales e internacionales.